# Jonna
Der Name Jonna ist eine dänische, finnische und schwedische Kurzform von Johanna.

## Bekannte Namensträgerinnen
- Jonna Adlerteg (* 1995), schwedische Turnerin
- Jonna Andersson, eigentlich Jonna Ann-Charlotte Andersson (* 1993), schwedische Fußballspielerin
- Jonna Brengel (* 2004), deutsche Fußballspielerin
- Jonna Lee (* 1981), schwedische Sängerin, Produzentin und Kreativdirektorin
- Jonna Liljendahl (* 1970), schwedische Schauspielerin
- Jonna Luthman (* 1998), schwedische Skirennläuferin
- Jonna Mendes (* 1979), US-amerikanische Skirennläuferin
- Jonna Sundling (* 1994), schwedische Skilangläuferin
- Jonna Tilgner (* 1984), deutsche Leichtathletin

## Bekannte Namensträger
- Jonna Fraser (* 1992), niederländischer Rapper